# Musée Ernest-Cognacq
Le musée Ernest-Cognacq est un musée municipal situé au cœur de la ville de Saint-Martin-de-Ré, ville touristique de l'île de Ré en Charente-Maritime. Le musée est installé dans l'hôtel de Clerjotte (un hôtel particulier du XVe siècle classé monument historique en 1929). En 2006, une aile contemporaine vient compléter l’ensemble et en 2007, les jardins à la française sont aménagés.
Le musée Ernest Cognacq, labellisé musée de France, conserve les patrimoines historiques, militaires, artistiques et oraux de l'île de Ré. Il est composé d’un parcours sur le passé de l’île de Ré des premiers peuplements à nos jours, d’un parcours sur le bagne et de salles thématiques consacrées aux fortifications de Vauban, à la marine, à la céramique et aux beaux-arts.

## Histoire
En 1906, Ernest Cognacq, le fondateur du grand magasin parisien La Samaritaine, rachète les collections d'un érudit local du nom de Théodore Phelippot pour les offrir à sa commune natale de Saint-Martin-de-Ré. Le premier musée voit alors le jour en 1907, installé à l'époque dans l'hôtel des Cadets-Gentilshommes, bâtiment qui renferme aujourd'hui les services de la mairie et de La Poste, les collections sont transférées dans l'hôtel de Clerjotte après sa restauration en 1960.

L'adjonction d'une nouvelle aile d'architecture moderne, inaugurée le 23 septembre 2006, permet de présenter un parcours sur l’histoire de l’île de Ré.

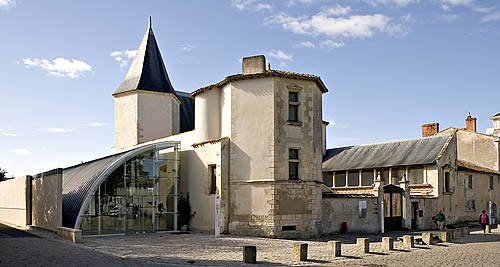
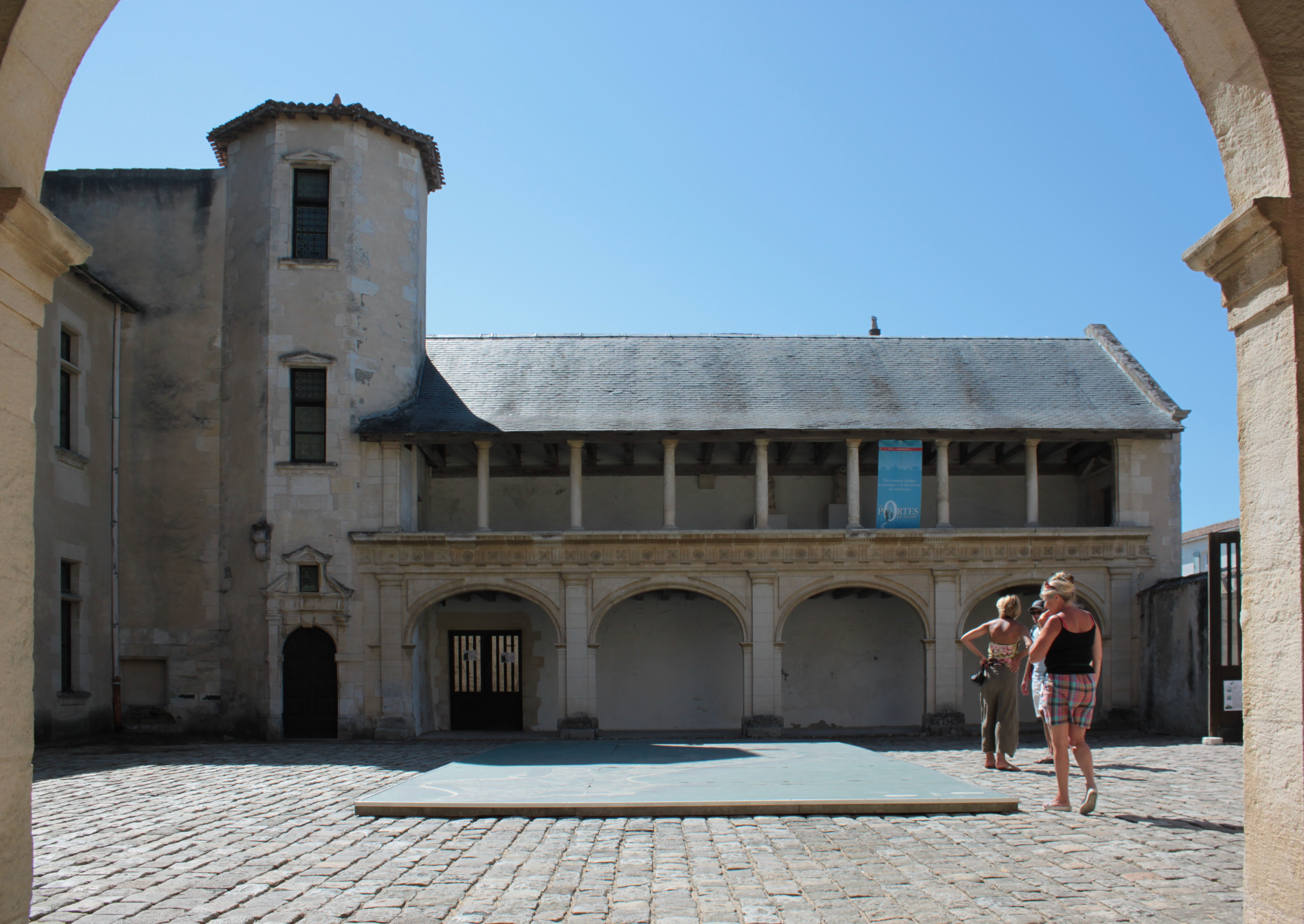
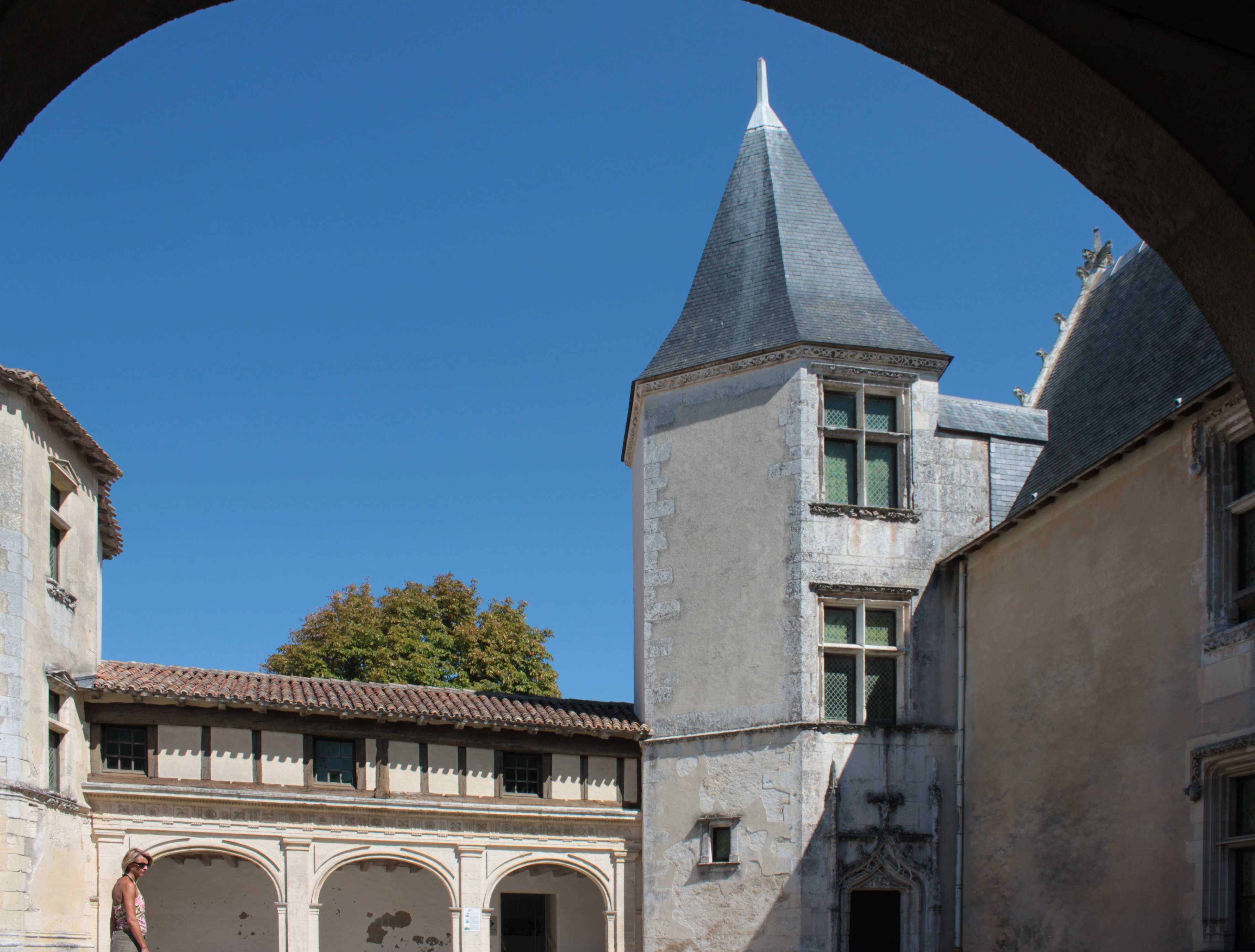
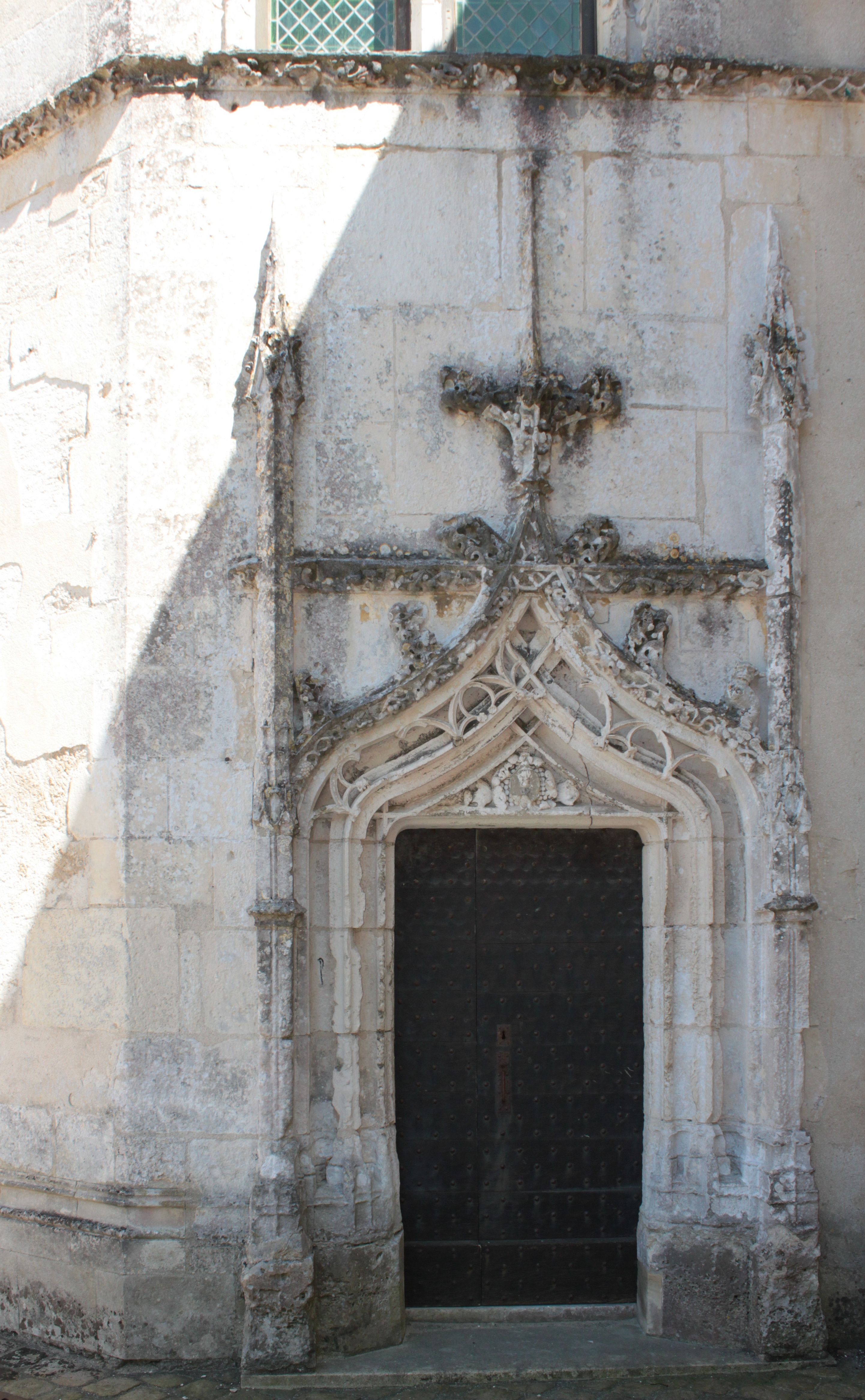

La première association, dite « des amis du musée », est créée sous la présidence de Gabriel Cognacq (neveu d’Ernest Cognacq). Elle regroupe aujourd’hui près de quatre cents membres qui contribuent activement au rayonnement du musée. L’Association des amis du musée Ernest Cognacq (AAMEC) participe à l’acquisition et à la restauration d’œuvres et d’objets des collections du musée et organise des manifestations culturelles.

## Parcours
Grâce à ses collections d’art et d’histoire, le musée propose un parcours chronologique présentant l’île de Ré à travers les siècles, dans une approche historique, ethnographique et artistique. Le parcours permanent se compose aussi de plusieurs salles thématiques. Marine, céramique et beaux-arts invitent au voyage et à la découverte devant les maquettes de bateaux, faïences et huiles sur toile. Plusieurs espaces sont également consacrés aux fortifications Vauban de Saint-Martin-de-Ré, ainsi qu’aux bagnes coloniaux de Nouvelle-Calédonie et de Guyane, en particulier.

## Collections
Les actes individuels de générosité des XIXe et XXe siècles venus se greffer aux fonds originels Phelippot et Atgier ont contribué à développer l’intérêt, mais aussi l’éclectisme des collections du musée.
Depuis les années 1990, la municipalité et l’Association des amis du musée orientent leurs efforts vers une politique d’acquisition plus cohérente. Le premier récolement décennal achevé le 31 décembre 2015 fait état de 14 169 biens répartis par discipline ou grande thématique : anthropologie, archéologie, arts graphiques, beaux-arts, céramique, ethnographie extra-européenne, ethnographie régionale, histoire pénitentiaire, marine, militaria, mobilier…

## Expositions
Toute l’année, le musée propose des expositions temporaires destinées à mettre en valeur ses collections et à enrichir la connaissance du territoire, de ses habitants et de leur histoire. Une politique de soutien à la création contemporaine est également à l’œuvre depuis plusieurs années. Des artistes de renommée internationale ont ainsi été exposé au musée, dans sa cour et ses jardins:
- « Costumes » (1996)
- « Saint-Martin sur la route du bagne » (1998)
- « Le petit train de l’île de Ré » (2003)
- « Larguez les amarres » (2009)
- « À la table des rétais » (2022)
- « Estampes, Zao Wou-Ki – Richard Texier » (2018)
- « Louis Suire » (2019)
- « Pierre Tardy, peintre de la mémoire rétaise » (2021)
- « Portraits de Rétais, pastels d’Honoré Patureau » (2022)
- « ETIENNE-ARCABAS » (2023)
- « Rémi Polack » (2024)
- « Peindre le bagne » (2024)